# Campeonato Europeu de Atletismo em Pista Coberta de 2015
O Campeonato Europeu de Atletismo em Pista Coberta de 2015 foi a 33ª edição do campeonato organizado pela Associação Europeia de Atletismo (AEA) em Praga, na República Checa, entre 5 e 8 de março de 2015. Um total de 26 provas foi disputado no campeonato, no qual participaram 614 atletas de 49 nacionalidades.

## Processo de candidatura
Praga foi escolhida como anfitriã do Campeonato na reunião do Conselho Europeu de Atletismo em Sófia, Bulgária, em maio de 2012. A outra cidade candidata foi Istambul, Turquia. Anteriormente, Praga foi sede dos Jogos Europeus em Pista Coberta de 1967, o precursor do campeonato.

## Medalhistas

### Masculino
| Evento                      | Ouro                                                                    | Ouro    | Prata                                                                      | Prata   | Bronze                                                            | Bronze  |
| 60 m detalhes               | Richard Kilty · Grã-Bretanha                                            | 6.51    | Christian Blum · Alemanha                                                  | 6.58    | Julian Reus · Alemanha                                            | 6.60    |
| 400 m detalhes              | Pavel Maslák · Chéquia                                                  | 45.33   | Dylan Borlée · Bélgica                                                     | 46.25   | Rafał Omelko · Polónia                                            | 46.26   |
| 800 m detalhes              | Marcin Lewandowski · Polónia                                            | 1:46.67 | Mark English · Irlanda                                                     | 1:47.20 | Thijmen Kupers · Países Baixos                                    | 1:47.25 |
| 1500 m detalhes             | Jakub Holuša · Chéquia                                                  | 3:37.68 | Ilham Tanui Özbilen · Turquia                                              | 3:37.74 | Chris O'Hare · Grã-Bretanha                                       | 3:38.96 |
| 3000 m detalhes             | Ali Kaya · Turquia                                                      | 7:38.42 | Lee Emanuel · Grã-Bretanha                                                 | 7:44.48 | Henrik Ingebrigtsen · Noruega                                     | 7:45.54 |
| 60 m/c barreiras detalhes   | Pascal Martinot-Lagarde · França                                        | 7.49    | Dimitri Bascou · França                                                    | 7.50    | Wilhem Belocian · França                                          | 7.52    |
| 4x400 m detalhes            | Bélgica · Julien Watrin · Dylan Borlée · Jonathan Borlée · Kevin Borlée | 3:02.87 | Polónia · Karol Zalewski · Rafał Omelko · Łukasz Krawczuk · Jakub Krzewina | 3:02.97 | Chéquia · Daniel Němeček · Patrik Šorm · Jan Tesař · Pavel Maslák | 3:04.09 |
| Salto em altura detalhes    | Daniil Tsyplakov · Rússia                                               | 2.31    | Silvano Chesani · ItáliaAntonios Mastoras · Grécia                         | 2.31    |                                                                   |         |
| Salto com vara detalhes     | Renaud Lavillenie · França                                              | 6.04    | Aleksandr Gripich · Rússia                                                 | 5.85    | Piotr Lisek · Polónia                                             | 5.85    |
| Salto em distância detalhes | Michel Tornéus · Suécia                                                 | 8.30    | Radek Juška · Chéquia                                                      | 8.10    | Andreas Otterling · Suécia                                        | 8.06    |
| Salto triplo detalhes       | Nelson Évora · Portugal                                                 | 17.21   | Pablo Torrijos · Espanha                                                   | 17.04   | Marian Oprea · Roménia                                            | 16.91   |
| Arremesso de peso detalhes  | David Storl · Alemanha                                                  | 21.23   | Asmir Kolašinac · Sérvia                                                   | 20.90   | Ladislav Prášil · Chéquia                                         | 20.66   |
| Heptatlo detalhes           | Ilya Shkurenyov · Rússia                                                | 6353    | Arthur Abele · Alemanha                                                    | 6279    | Eelco Sintnicolaas · Países Baixos                                | 6185    |

### Feminino
| Evento                      | Ouro                                                                        | Ouro    | Prata                                                                            | Prata   | Bronze                                                                            | Bronze  |
| 60 m detalhes               | Dafne Schippers · Países Baixos                                             | 7.05    | Dina Asher-Smith · Grã-Bretanha                                                  | 7.08    | Verena Sailer · Alemanha                                                          | 7.09    |
| 400 m detalhes              | Nataliya Pyhyda · Ucrânia                                                   | 51.96   | Indira Terrero · Espanha                                                         | 52.63   | Seren Bundy-Davies · Grã-Bretanha                                                 | 52.64   |
| 800 m detalhes              | Selina Büchel · Suíça                                                       | 2:01.95 | Yekaterina Poistogova · Rússia                                                   | 2:01.99 | Nataliya Lupu · Ucrânia                                                           | 2:02.25 |
| 1500 m detalhes             | Sifan Hassan · Países Baixos                                                | 4:09.04 | Angelika Cichocka · Polónia                                                      | 4:10.53 | Federica Del Buono · Itália                                                       | 4:11.61 |
| 3000 m detalhes             | Yelena Korobkina · Rússia                                                   | 8:47.62 | Sviatlana Kudzelich · Bielorrússia                                               | 8:48.02 | Maureen Koster · Países Baixos                                                    | 8:51.64 |
| 60 m/c barreiras detalhes   | Alina Talay · Bielorrússia                                                  | 7.85    | Lucy Hatton · Grã-Bretanha                                                       | 7.90    | Serita Solomon · Grã-Bretanha                                                     | 7.93    |
| 4x400 m detalhes            | França · Floria Guei · Elea Mariama Diarra · Agnes Raharolahy · Marie Gayot | 3:31.61 | Reino Unido · Kelly Massey · Seren Bundy-Davies · Laura Maddox · Kirsten McAslan | 3:31.79 | Polónia · Joanna Linkiewicz · Małgorzata Hołub · Monika Szczęsna · Justyna Święty | 3:31.90 |
| Salto em altura detalhes    | Mariya Kuchina · Rússia                                                     | 1.97    | Alessia Trost · Itália                                                           | 1.97    | Kamila Lićwinko · Polónia                                                         | 1.94    |
| Salto com vara detalhes     | Anzhelika Sidorova · Rússia                                                 | 4.80    | Ekaterini Stefanidi · Grécia                                                     | 4.75    | Angelica Bengtsson · Suécia                                                       | 4.70    |
| Salto em distância detalhes | Ivana Španović · Sérvia                                                     | 6.98    | Sosthene Taroum Moguenara · Alemanha                                             | 6.83    | Florentina Marincu · Roménia                                                      | 6.79    |
| Salto triplo detalhes       | Yekaterina Koneva · Rússia                                                  | 14.69   | Gabriela Petrova · Bulgária                                                      | 14.52   | Hanna Knyazyeva-Minenko · Israel                                                  | 14.49   |
| Arremesso de peso detalhes  | Anita Márton · Hungria                                                      | 19.23   | Yuliya Leantsiuk · Bielorrússia                                                  | 18.60   | Radoslava Mavrodieva · Bulgária                                                   | 17.83   |
| Pentatlo detalhes           | Katarina Johnson-Thompson · Grã-Bretanha                                    | 5000 ,  | Nafissatou Thiam · Bélgica                                                       | 4696    | Eliška Klučinová · Chéquia                                                        | 4687    |

## Quadro de medalhas
| Ordem | País          | Medalha de ouro | Medalha de prata | Medalha de bronze | Total |
| ----- | ------------- | --------------- | ---------------- | ----------------- | ----- |
| 1     | Rússia        | 6               | 2                | 0                 | 8     |
| 2     | França        | 3               | 1                | 1                 | 5     |
| 3     | Reino Unido   | 2               | 4                | 3                 | 9     |
| 4     | Chéquia       | 2               | 1                | 3                 | 6     |
| 5     | Países Baixos | 2               | 0                | 3                 | 5     |
| 6     | Alemanha      | 1               | 3                | 2                 | 6     |
| 7     | Polónia       | 1               | 2                | 4                 | 7     |
| 8     | Bélgica       | 1               | 2                | 0                 | 3     |
| 8     | Bielorrússia  | 1               | 2                | 0                 | 3     |
| 10    | Sérvia        | 1               | 1                | 0                 | 2     |
| 10    | Turquia       | 1               | 1                | 0                 | 2     |
| 12    | Suécia        | 1               | 0                | 2                 | 3     |
| 13    | Ucrânia       | 1               | 0                | 1                 | 2     |
| 14    | Hungria       | 1               | 0                | 0                 | 1     |
| 14    | Portugal      | 1               | 0                | 0                 | 1     |
| 14    | Suíça         | 1               | 0                | 0                 | 1     |
| 17    | Itália        | 0               | 2                | 1                 | 3     |
| 18    | Grécia        | 0               | 2                | 0                 | 2     |
| 18    | Espanha       | 0               | 2                | 0                 | 2     |
| 20    | Bulgária      | 0               | 1                | 1                 | 2     |
| 21    | Irlanda       | 0               | 1                | 0                 | 1     |
| 22    | Roménia       | 0               | 0                | 2                 | 2     |
| 23    | Israel        | 0               | 0                | 1                 | 1     |
| 23    | Noruega       | 0               | 0                | 1                 | 1     |
| Total | Total         | 26              | 27               | 25                | 78    |

## Participantes por nacionalidade
Um total de 614 atletas de 49 países participaram do campeonato.
- Albânia (2)
- Andorra (2)
- Armênia (2)
- Áustria (7)
- Azerbaijão (2)
- Bielorrússia (15)
- Bélgica (12)
- Bósnia e Herzegovina (3)
- Bulgária (13)
- Croácia (3)
- Chipre (6)
- Chéquia (45) (Anfitrião)
- Dinamarca (12)
- Estónia (8)
- Finlândia (7)
- França (26)
- Geórgia (4)
- Alemanha (39)
- Gibraltar (1)
- Reino Unido (35)
- Grécia (11)
- Hungria (11)
- Islândia (5)
- Irlanda (12)
- Israel (4)
- Itália (22)
- Letônia (11)
- Lituânia (6)
- Luxemburgo (4)
- Macedônia do Norte (2)
- Malta (2)
- Moldávia (2)
- Mónaco (1)
- Montenegro (2)
- Países Baixos (18)
- Noruega (11)
- Polónia (42)
- Portugal (7)
- Roménia (16)
- Rússia (41)
- San Marino (1)
- Sérvia (6)
- Eslováquia (27)
- Eslovênia (12)
- Espanha (30)
- Suécia (24)
- Suíça  (7)
- Turquia (10)
- Ucrânia (23)

Legenda
| Recorde mundial       | Recorde mundial (World record)               |                       | Recorde africano                      | Recorde africano (African) |                                           | Q | Classificado por posição (Qualified) |
| Recorde do campeonato | Recorde do campeonato (Championship record)  | Recorde da América    | Recorde da América (Americas)         | q                          | Classificado por melhor tempo (Qualified) |   |                                      |
| Melhor marca do ano   | Melhor marca do ano (World leading)          | Recorde asiático      | Recorde asiático (Asian)              | DNS                        | Não largou (Did not start)                |   |                                      |
| Recorde nacional      | Recorde nacional (National record)           | Recorde europeu       | Recorde europeu (European)            | DNF                        | Não terminou (Did not finish)             |   |                                      |
| Recorde pessoal       | Recorde pessoal do atleta (Personal best)    | Recorde da Oceania    | Recorde da Oceania (Oceania)          | DSQ / DQ                   | Desclassificado (Disqualified)            |   |                                      |
| Recorde da temporada  | Recorde da temporada do atleta (Season best) | Recorde sul-americano | Recorde sul-americano (South America) | NM                         | Sem marca (No mark)                       |   |                                      |